# Rhoptropus afer
Rhoptropus afer är en ödleart som beskrevs av  Peters 1869. Rhoptropus afer ingår i släktet Rhoptropus och familjen geckoödlor. Inga underarter finns listade i Catalogue of Life.
Denna geckoödla förekommer i västra och nordvästra Namibia nära Atlanten samt i angränsande regioner av Angola. Den lever i låglandet och i kulliga landskap upp till 600 meter över havet. Exemplaren vistas i klippiga öknar med glest fördelad växtlighet. Honor lägger ägg.
Regionala bestånd påverkas av gruvdrift. Hela populationen bedöms som stabil. IUCN listar arten som livskraftig (LC).